# Fontana Records
La Fontana Records è stata una casa discografica olandese, con una sede attiva in Italia. 

## Storia
La Fontana Records fu fondata negli anni cinquanta, come sussidiaria dell'olandese Philips Phonografische Industrie (PPI). L'etichetta tornò poi operativa negli anni settanta a seguito del suo acquisto da parte della PolyGram.
Nel 1964 venne fondata anche la Fontana U.S.A., che veniva distribuita dalla Mercury Records. Alcuni dei principali gruppi pubblicati da Fontana in quegli anni che ebbero un singolo al primo posto nelle classifiche furono: Wayne Fontana & The Mindbenders, The Troggs, The New Vaudeville Band, e Steam.
Nel 1970 la Mercury interruppe le attività dell'etichetta per poi riattivarle negli anni ottanta.

### Italia
In Italia l'etichetta iniziò le pubblicazioni discografiche negli anni '50, dopo l'accordo con la Philips, entrando a far parte del gruppo Phonogram.
La sede italiana della Fontana si trovava a Milano. Tra gli artisti pubblicati: Corrado Lojacono, Dino Sarti, Anna Rusticano, Christian e Daniela Ghibli, oltre ad alcune ristampe di Fabrizio De André del catalogo Karim.

## Dischi
La datazione qui riportata si basa sull'etichetta del disco o sulla copertina; qualora nessuno di questi elementi abbia una datazione, è basata sulla numerazione del catalogo; talora è, infine, basata sul codice della matrice di stampa. Se esistenti, sono riportati, oltre all'anno, il mese e il giorno (quest'ultimo dato si trova, a volte, stampato sul vinile).

### 33 giri - Serie 680
| Numero di catalogo | Anno | Interprete     | Titoli                   |
| ------------------ | ---- | -------------- | ------------------------ |
| 680 271            | 1966 | Nana Mouskouri | Nana Mouskouri in Italia |

### 33 giri - Serie 681
| Numero di catalogo | Anno | Interprete       | Titoli |
| ------------------ | ---- | ---------------- | ------ |
| 681 400            | 196x | Corrado Lojacono | Carina |

### 33 giri - Serie 6323
| Numero di catalogo | Anno | Interprete     | Titoli                                |
| ------------------ | ---- | -------------- | ------------------------------------- |
| 6323 800           | 1972 | Dino Sarti     | Bologna invece!                       |
| 6323 801           | 1972 | Narciso Parigi | Firenze com'era                       |
| 6323 803           | 1973 | Dino Sarti     | 2, Bologna invece!                    |
| 6323 806           | 1973 | Narciso Parigi | Il primo amore                        |
| 6323 804           | 1974 | Giorgio Lenzi  | Per gioco e con amore                 |
| 6323 805           | 1974 | Dino Sarti     | 3, Bologna invece!                    |
| 6323 807           | 1975 | Dino Sarti     | 4, Bologna invece!                    |
| 6323 808           | 1977 | Dino Sarti     | Dino Sarti                            |
| 6323 809           | 1979 | Triangolo      | Triangolo                             |
| 6323 810           | 1979 | Dino Sarti     | I love you cucombra (Cocomero ti amo) |
| 6323 811           | 1979 | Ricky Gianco   | Liquirizia (colonna sonora)           |

### 33 giri - Serie 6492
| Numero di catalogo | Anno | Interprete        | Titoli                                                                  |
| ------------------ | ---- | ----------------- | ----------------------------------------------------------------------- |
| 6492 019           | 1973 | Fabrizio De André | Fabrizio De André 1 (La canzone di Marinella)                           |
| 6492 020           | 1973 | Fabrizio De André | Fabrizio De André 2 (Carlo Martello ritorna dalla battaglia di Poitier) |
| 6492 022           | 1973 | Narciso Parigi    | Motivi e ballate popolari                                               |
| 6492 036           | 1974 | Fausto Leali      | I grandi successi di Fausto Leali                                       |

### EP
| Numero di catalogo | Anno | Interprete                                | Titoli                                                                |
| ------------------ | ---- | ----------------------------------------- | --------------------------------------------------------------------- |
| 464 357 TE         | 1959 | Quartetto Aurelio Ciarallo                | Laura/Midnight Sun/Relax Swing/blues Studio n° 1                      |
| 464 357 TE         | 1959 | Corrado Lojacono con I cinque menestrelli | Carina/Per un bacio d'amor/Nun me lassà/'e scalelle d'o paravise      |
| 464 363 TE         | 1959 | Corrado Lojacono con I cinque menestrelli | Quando la luna/Si dice che in America/Più di così/Dimmi di sì Susanna |
| 464 369 TE         | 1960 | Silvia Guidi                              | Bimbombey/Innamorata di te/La verità/Le tre campane                   |

### 45 giri di artisti italiani
| Numero di catalogo | Anno | Interprete                                     | Titoli                                                 |
| ------------------ | ---- | ---------------------------------------------- | ------------------------------------------------------ |
| TF 268 004         | 1958 | Corrado Lojacono con I cinque menestrelli      | Strada 'nfosa/'e scalelle d'o paravise                 |
| TF 268 005         | 1958 | Corrado Lojacono con I cinque menestrelli      | Si dice che in America/Per un bacio d'amor             |
| 270 504            | 1958 | Corrado Lojacono con I cinque menestrelli      | Strada 'nfosa/'e scalelle d'o paravise                 |
| 270 506            | 1958 | Corrado Lojacono con I cinque menestrelli      | Stasera al cinema/Simpatica                            |
| 270 507            | 1958 | Corrado Lojacono con I cinque menestrelli      | Brivido blu/Carina                                     |
| 270 509            | 1959 | Corrado Lojacono con I cinque menestrelli      | Bella come te/Nun me lassà                             |
| 270 510            | 1959 | Corrado Lojacono con I cinque menestrelli      | Tu non sai come t'amo/Non partir                       |
| 270 511            | 1959 | Corrado Lojacono con I cinque menestrelli      | Daiana/Non dir di no                                   |
| 270 512            | 1959 | Corrado Lojacono con I cinque menestrelli      | Con tutto il cuore/Tu sei nel mio destino              |
| 270 513            | 1959 | Bruno Pallesi                                  | Historia de un amor/Ti vorrei                          |
| 270 514            | 1959 | Bruno Pallesi                                  | L'amore/Mia cara Venezia                               |
| 270 515            | 1959 | Corrado Lojacono con I cinque menestrelli      | Bella come te/Carina                                   |
| 270 519            | 1959 | Corrado Lojacono con I cinque menestrelli      | When/Passion flower                                    |
| 270 520            | 1959 | Bruno Pallesi                                  | La donna che amerò/Addio Maria                         |
| 270 523            | 1959 | Silvia Guidi                                   | Amorevole/Amare te                                     |
| 270 525            | 1959 | Nicia Giano                                    | Mi sento in estasi/I sing amore                        |
| 270 526            | 1959 | Corrado Lojacono con I cinque menestrelli      | Un poco/Bella bimba                                    |
| 270 527            | 1959 | Corrado Lojacono con I cinque menestrelli      | Quando la luna/Un bacio                                |
| 270 529            | 1959 | Silvia Guidi                                   | Ancora/L'organito                                      |
| 270 538            | 1959 | Luciano Novesi                                 | Teddy Rock/Frenesia del Juke Box                       |
| 270 544            | 1959 | Corrado Lojacono con I cinque menestrelli      | Cara, amore, tesoro/Serenella                          |
| 270 545            | 1959 | Corrado Lojacono con I cinque menestrelli      | Sogni al neon/Smorfiosetta                             |
| 270 548            | 1960 | Bruno Pallesi                                  | Noi/Amore senza sole                                   |
| 270 550            | 1960 | Silvia Guidi                                   | E' vero/Invoco te                                      |
| 270 552            | 1960 | Corrado Lojacono con I cinque menestrelli      | Giuggiola/Non commuoverti così                         |
| 270 554            | 1960 | Silvia Guidi                                   | Quando c'è la luna piena/A Tahiti                      |
| 270 560            | 1960 | Corrado Lojacono con I cinque menestrelli      | Volerti bene/Ragazzina... a... a                       |
| 270 561            | 1960 | Corrado Lojacono con I cinque menestrelli      | Non lo dirò/Come in un turbine                         |
| 270 562            | 1960 | Corrado Lojacono con I cinque menestrelli      | Catarì...... dimmi di si/Sei proprio tu                |
| 270 565            | 1960 | Silvia Guidi                                   | Non domandare (alle stelle)/La mia felicità            |
| 270 566            | 1960 | Silvia Guidi                                   | Il venditore di felicità/Fantastico                    |
| 270 569            | 1960 | Corrado Lojacono                               | Troppo bella/Indescrivibile                            |
| 270 572            | 1961 | Silvia Guidi                                   | Notturno senza luna/Qualcuno mi ama                    |
| 270 576            | 1961 | Lo Vetere sul lato A / Nico Ventura sul lato B | Timido/Concerto azzurro                                |
| 270 578            | 1961 | Silvia Guidi                                   | Gelosia/Amami di più                                   |
| 270 580            | 1962 | Silvia Guidi                                   | Il mio giuramento/Noche de ronda                       |
| 270 583            | 1962 | Silvia Guidi                                   | Conta le stelle/Tango italiano                         |
| 270 584            | 1962 | Silvia Guidi                                   | Ciao Venezia/La luna di Venezia                        |
| 270 587            | 1962 | Fulvia Rivelli                                 | Doppio whisky dry/Scherzi di luna                      |
| 270 590            | 1962 | Franco Franchi                                 | Stonato/Morena, bocca d'oro                            |
| 270 591            | 1962 | Franco Franchi                                 | Il marito della novia/Goal                             |
| 270 598            | 1963 | Silvia Guidi                                   | Dammi la mano e corri/Quando c'è la luna piena         |
| 270 599            | 1964 | Franco Franchi                                 | Alè Alè Genoa/Forse hai ragione tu                     |
| 268 014            | 1966 | The Fabulous Four                              | Fatti il segno della croce/Quello con gli occhiali     |
| 268 015            | 1967 | Maria Simone                                   | Voglio dir la verità (La famille)/Un sassolino         |
| 268 016            | 1969 | Daniela Ghibli                                 | A lume di candela/No non mi sta bene                   |
| 268 017            | 1969 | Jo & Jenny's Group                             | Lady Cartwright/Un santone indiano                     |
| 6026 001           | 1970 | Jo Fedeli & Jenny's Group                      | Amico/Nancy                                            |
| 6026 002           | 1970 | Silvio Frine                                   | Il giornale/Dio lo sa                                  |
| 6026 003           | 1970 | I Pionieri                                     | Ho pensato a quello che sarà/Il dispetto               |
| 6026 004           | 1970 | Mark e Martha & "The Splash"                   | Noi due/Un piccolo aiuto dagli amici                   |
| 6026 005           | 1970 | Anna Maria Izzo                                | La corriera/Ridi                                       |
| 6026 006           | 1970 | Daniela Ghibli                                 | Aio aio/Tanti minuti senza te                          |
| 6026 007           | 1970 | Levy & Finklestein                             | Never a time/Sing my sorrow                            |
| 6026 009           | 1970 | I Goals                                        | Sarabanda/Manoela                                      |
| 6026 010           | 1970 | Fulvio Neri                                    | Laura B./Che intenzione ha                             |
| 6026 012           | 1970 | Little Tony                                    | La spada nel cuore/Lei                                 |
| 6026 014           | 1970 | Angela Bini                                    | Perdutamente/E ti desidero                             |
| 6026 015           | 1971 | Mosè                                           | Un amico se ne va/Preghiera a san Francesco            |
| 6026 016           | 1971 | Anna Maria Izzo                                | Una tazza di caffè/La voce del vento                   |
| 6026 017           | 1971 | Anna Maria Izzo                                | Bussa dai/Co-co                                        |
| 6026 018           | 1972 | Anna Maria Izzo                                | Bubble gum/Co-co                                       |
| 6026 019           | 1973 | Ely Neri                                       | La leggenda di Casadei/Voglio imparare il romagnolo    |
| 6026 020           | 1974 | Ely Neri                                       | Ciao vecchia Rimini/Parto da solo                      |
| 6026 023           | 1974 | Ely Neri di Romagna                            | Tango di casa mia/Parto da solo                        |
| 6026 024           | 1974 | Dino Sarti                                     | Viale Ceccarini, Riccione/Quando torni?                |
| 6026 027           | 1974 | Giorgio Lenzi                                  | Canto d'amore indiano/La ragazza del monte Penegal     |
| 6026 028           | 1976 | Dino Sarti                                     | Il tortellino/Bologna campione                         |
| 6026 029           | 1977 | Medea                                          | Adieu Jacqueline/Un riflesso su di te                  |
| 6026 030           | 1977 | Salvo Guastella                                | Il suo corpo/E tu non eri più                          |
| 6026 031           | 1977 | Dino Sarti                                     | La ballata del Passatore/3000 scudi, Stefano           |
| 6026 032           | 1978 | Salvo Guastella                                | Candido pudore acerbo/Maddalena, Maddalena             |
| 6026 033           | 1978 | L'arpa di vetro                                | La donna mia/Ma forse in fondo                         |
| 6026 034           | 1978 | Anna Rusticano                                 | Fallo/Certo                                            |
| 6026 035           | 1978 | Timothy e Sara                                 | Tre in Amore/Timothy e Luca                            |
| 6026 037           | 1979 | Timothy e Luca                                 | Due/Telli 4                                            |
| 6026 038           | 1979 | Anna Rusticano                                 | Tutto è musica/Fase tre                                |
| 6026 041           | 1979 | Tondelayo e i Moondoggies                      | Bobo/I'm going up                                      |
| 6025 255           | 1980 | Anna Rusticano                                 | Sto con te/Mi sveglio e mi rivoglio                    |
| 6025 256           | 1980 | Valeria Martino                                | Ma cos'è che non va/Ci riproviamo                      |
| 6025 260           | 1980 | I piccoli antenati                             | Kum Kum/Kum Kum (strumentale)                          |
| 6025 271           | 1980 | Christian                                      | Daniela/Non voglio perderti                            |
| 6025 273           | 1981 | Donatella Moretti                              | Cantava la luna/Pensando a te domani                   |
| 6025 274           | 1981 | Gruppo Teatro La Rotonda                       | Gagà, sciantose e rose rosse/Michele 'o signurino      |
| 6025 280           | 1981 | Beppe Grossi                                   | Capri e Ischia/Ore 2                                   |
| 6025 282           | 1981 | Carmen Russo                                   | Notte senza luna/Stiamo insieme stasera                |
| 6025 286           | 1982 | El Pasador e Cristina Zavallone                | Papà ha la bua/Mettiti la maglia                       |
| 6025 290           | 1982 | Christian                                      | Un'altra vita un altro amore/Com'eri bella tu          |
| 6025 292           | 1982 | Angelo Lenati                                  | Ogni giorno di più/E cominciò così                     |
| 6025 302           | 1982 | Stelle & Strisce                               | Cantare, sognare, volare/Qualcosa in più               |
| 6025 305           | 1982 | Cristina                                       | La lettera/Oggi qui domani...                          |
| 8104 597           | 1983 | Christian                                      | Abbracciami amore mio/Volare via                       |
| 880 023-7          | 1984 | Gianfranco D'Angelo                            | Has Fidanken/Has Fidanken (versione dance strumentale) |
| 888 395-7          | 1987 | Mediterranea                                   | Cantare/Norma Jean                                     |

### 45 giri di artisti stranieri
| Numero di catalogo | Anno          | Interprete                                | Titoli                                                             |
| ------------------ | ------------- | ----------------------------------------- | ------------------------------------------------------------------ |
| TF 260 110         | 1964          | Nana Mouskouri                            | Era settembre/Tutta vestita di blu                                 |
| TF 260 116         | 1964          | Claude Channes                            | Mao Mao/L'ammazzachitarre                                          |
| TF 267331          | 1964          | Millie                                    | My boy lollipop/Something's gotta be done                          |
| TF 261 370         | 1965          | Nana Mouskouri                            | Rosa d'Atene/La notte non lo sa                                    |
| TF 261 421         | 1965          | Nana Mouskouri                            | Rosso corallo/Quando tu verrai                                     |
| TF 261 509         | 1965          | Nana Mouskouri                            | Oh mamma mamma/Rosa tra le rose                                    |
| TF 261 537         | 1965          | Nana Mouskouri                            | Il tuo sorriso nella notte/Quattro lettere d'amore                 |
| TF 261 559         | 1965          | Spencer Davis Group                       | Keep on running/Strong love                                        |
| TF 261 561         | 1965          | Spencer Davis Group                       | Somebody help me/Stevie's blues                                    |
| TF 261 562         | 1965          | Nana Mouskouri                            | Griekenland/Kom Naar Korfoe                                        |
| TF 261 574         | 1966          | Nana Mouskouri                            | I parapioggia di Cherbourg/Il tamburino                            |
| TF 261 608         | 1966          | Nana Mouskouri                            | C'Est Bon La Vie/Qu'Il Fait Beau!Quel Soleil                       |
| TF 261 618         | 1966          | Spencer Davis Group                       | When I come home/Trampoline                                        |
| TF 261 647         | 1966          | Spencer Davis Group                       | Gimme some lovin'/Blues in F                                       |
| TF 261 669         | 1967          | Spencer Davis Group                       | I'm a man/I can't get enough of it                                 |
| TF 267 675         | 1967          | The New Vaudeville Band                   | Winchester Cathedral/Whatever Happened to phyllis pluke            |
| TF 261 740         | 1967          | Spencer Davis Group                       | Time seller/Don't want you no more                                 |
| TF 261 752         | 1967          | Spencer Davis Group                       | When a man loves a woman/Somebody help me                          |
| 6001 001           | Gennaio 1970  | Nana Mouskouri (lato B con The Athenians) | Day Is Done (Mon Enfant)/Christos Genate                           |
| 6001 002           | Gennaio 1970  | Flaming Youth                             | Every Man, Woman And Child/Drifting                                |
| 6007 001           | Gennaio 1970  | Angel Pavement                            | Tell Me What I Got To Do/When I See June Again                     |
| 6007 003           | Gennaio 1970  | Dave Dee                                  | My Woman's Man/Gotta Make You Part Of Me                           |
| 6007 005           | Febbraio 1970 | Jimmy Campbell                            | Lyanna/Frankie Joe                                                 |
| 6007 007           | Febbraio 1970 | Tony Blackburn                            | Don't Get Off That Train/Just To Be With You Again                 |
| 6007 008           | Marzo 1970    | Slade                                     | Shape Of Things To Come/C'mon C'mon                                |
| 6007 013           | Maggio 1970   | Syd Lawrence Orchestra                    | Mexico Grandstand/Winter In The Sun                                |
| 6007 019           | Giugno 1970   | Hotlegs                                   | Neanderthal Man/You Did'nt Like It, Because You Didn't Think Of It |
| 6007 026           | 1971          | Blue Skies                                | Happy/Nightingale                                                  |
| 6007 038           | 1974          | Slack Alice                               | Motorcycle Dream/Ridin' The Wind                                   |